# Danh sách đĩa đơn quán quân năm 1942 (Mỹ)
Đây là danh sách đĩa đơn đứng đầu của Hoa Kỳ trong năm 1942, được xuất bản trong tạp chí âm nhạc Billboard. Trước khi bảng liệt kê Hot 100 được phát hành chính thức vào tháng 8/1958, bảng xếp hạng Billboard đưa ra các đánh giá khác nhau vào mỗi tuần. Năm 1942, có ba loại bảng xếp hạng:
1. Bán chạy nhất (Bestseller) - Bảng xếp hạng các đĩa đơn bán chạy nhất tại các đại lý bán lẻ, dựa trên thông tin cung cấp bởi các cửa hàng được khảo sát trên toàn Hoa Kỳ.
2. Phát trên làn sóng phát thanh (được các DJ sử dụng nhiều nhất) - Bảng xếp hạng các bài hát được phát thanh trên hầu hết các đài phát thanh Hoa Kỳ, dựa trên thông tin cung cấp bởi các DJ và các đài phát thanh.
3. Jukebox (được các máy phát nhạc tự động Jukebox mở nhiều nhất[1]) - Bảng xếp hạng các bài được chơi nhiều nhất bằng máy jukeboxe trên toàn nước Mỹ.

Dưới đây là các bài hát đứng đầu bảng xếp hạng Bán chạy nhất:
| Ngày phát hành | Bài hát                                     | Nghệ sĩ      | Nguồn |
| -------------- | ------------------------------------------- | ------------ | ----- |
| 3 tháng 1      | "Chattanooga Choo Choo"                     | Glenn Miller |       |
| 10 tháng 1     | "Chattanooga Choo Choo"                     | Glenn Miller |       |
| 17 tháng 1     | "Chattanooga Choo Choo"                     | Glenn Miller |       |
| 24 tháng 1     | "Chattanooga Choo Choo"                     | Glenn Miller |       |
| 31 tháng 1     | "Chattanooga Choo Choo"                     | Glenn Miller |       |
| 7 tháng 2      | "String of Pearls"                          | Glenn Miller |       |
| 14 tháng 2     | "Blues in the Night (My Mama Done Tol' Me)" | Woody Herman |       |
| 21 tháng 2     | "String of Pearls"                          | Glenn Miller |       |
| 28 tháng 2     | "Moonlight Cocktail"                        | Glenn Miller |       |
| 7 tháng 3      | "Moonlight Cocktail"                        | Glenn Miller |       |
| 14 tháng 3     | "Moonlight Cocktail"                        | Glenn Miller |       |
| 21 tháng 3     | "Moonlight Cocktail"                        | Glenn Miller |       |
| 28 tháng 3     | "Moonlight Cocktail"                        | Glenn Miller |       |
| 4 tháng 4      | "Moonlight Cocktail"                        | Glenn Miller |       |
| 11 tháng 4     | "Moonlight Cocktail"                        | Glenn Miller |       |
| 18 tháng 4     | "Moonlight Cocktail"                        | Glenn Miller |       |
| 25 tháng 4     | "Moonlight Cocktail"                        | Glenn Miller |       |
| 2 tháng 5      | "Moonlight Cocktail"                        | Glenn Miller |       |
| 9 tháng 5      | "Tangerine"                                 | Jimmy Dorsey |       |
| 16 tháng 5     | "Tangerine"                                 | Jimmy Dorsey |       |
| 23 tháng 5     | "Tangerine"                                 | Jimmy Dorsey |       |
| 30 tháng 5     | "Tangerine"                                 | Jimmy Dorsey |       |
| 6 tháng 6      | "Tangerine"                                 | Jimmy Dorsey |       |
| 13 tháng 6     | "Tangerine"                                 | Jimmy Dorsey |       |
| 20 tháng 6     | "Sleepy Lagoon"                             | Harry James  |       |
| 27 tháng 6     | "Sleepy Lagoon"                             | Harry James  |       |
| 4 tháng 7      | "Sleepy Lagoon"                             | Harry James  |       |
| 11 tháng 7     | "Sleepy Lagoon"                             | Harry James  |       |
| 18 tháng 7     | "Jingle Jangle Jingle"                      | Kay Kyser    |       |
| 25 tháng 7     | "Jingle Jangle Jingle"                      | Kay Kyser    |       |
| 1 tháng 8      | "Jingle Jangle Jingle"                      | Kay Kyser    |       |
| 8 tháng 8      | "Jingle Jangle Jingle"                      | Kay Kyser    |       |
| 15 tháng 8     | "Jingle Jangle Jingle"                      | Kay Kyser    |       |
| 22 tháng 8     | "Jingle Jangle Jingle"                      | Kay Kyser    |       |
| 29 tháng 8     | "Jingle Jangle Jingle"                      | Kay Kyser    |       |
| 5 tháng 9      | "Jingle Jangle Jingle"                      | Kay Kyser    |       |
| 12 tháng 9     | "(I've Got a Gal In) Kalamazoo"             | Glenn Miller |       |
| 19 tháng 9     | "(I've Got a Gal In) Kalamazoo"             | Glenn Miller |       |
| 26 tháng 9     | "(I've Got a Gal In) Kalamazoo"             | Glenn Miller |       |
| 3 tháng 10     | "(I've Got a Gal In) Kalamazoo"             | Glenn Miller |       |
| 10 tháng 10    | "(I've Got a Gal In) Kalamazoo"             | Glenn Miller |       |
| 17 tháng 10    | "(I've Got a Gal In) Kalamazoo"             | Glenn Miller |       |
| 24 tháng 10    | "(I've Got a Gal In) Kalamazoo"             | Glenn Miller |       |
| 31 tháng 10    | "White Christmas"                           | Bing Crosby  |       |
| 7 tháng 11     | "White Christmas"                           | Bing Crosby  |       |
| 14 tháng 11    | "White Christmas"                           | Bing Crosby  |       |
| 21 tháng 11    | "White Christmas"                           | Bing Crosby  |       |
| 28 tháng 11    | "White Christmas"                           | Bing Crosby  |       |
| 5 tháng 112    | "White Christmas"                           | Bing Crosby  |       |
| 12 tháng 12    | "White Christmas"                           | Bing Crosby  |       |
| 19 tháng 12    | "White Christmas"                           | Bing Crosby  |       |
| 26 tháng 12    | "White Christmas"                           | Bing Crosby  |       |